# Calciumstearaat
Calciumstearaat is het calciumzout van stearinezuur, met als brutoformule C36H70CaO4. De stof komt voor als een witte wasachtige vaste stof, die nauwelijks oplosbaar is in water. Calciumstearaat is een van de hoofdcomponenten in zeepschuim. Wanneer zepen gebruikt worden in hard water, treedt neerslagvorming van calciumstearaat op. Dit in tegenstelling tot andere stearaten van alkali- en aardalkalimetalen.

## Synthese
Calciumstearaat kan bereid worden door verhitting van calciumoxide en stearinezuur:
{\displaystyle {\ce {CaO + 2C17H35COOH -> (C17H35COO)2Ca + H2O}}}

## Toepassingen
Calciumstearaat wordt onder E-nummer E470 toegestaan als additief in voeding. Daarnaast wordt het toegepast in smeermiddelen en oppervlakte-actieve stoffen.